# 小島伸夫
小島 伸夫（こじま のぶお、1943年1月9日 -  ）は、日本の経営者。十六銀行頭取を務めた。

## 来歴・人物
岐阜県出身。1965年に慶應義塾大学商学部を卒業し、同年に十六銀行に入行した。1991年6月に取締役に就任し、1995年6月に常務、1999年6月に専務を経て、2000年6月に頭取に就任。2009年6月には顧問に就任。